# لويس إي. غراهام
لويس إي. غراهام (بالإنجليزية: Louis E. Graham)‏ هو محامي وسياسي أمريكي، ولد في 4 أغسطس 1880 في نيو كاسل في الولايات المتحدة، وتوفي في 9 نوفمبر 1965 في الولايات المتحدة. حزبياً، نشط في الحزب الجمهوري. وقد انتخب نائب عام الولايات المتحدة وانتخب المدعي العام ‏ (1912 – 1924) وانتخب عضو مجلس النواب الأمريكي.